# Corps central (biologie)
Le corps central - en anglais : midbody - est une structure transitoire de type organites trouvée dans les cellules de mammifères et est présente vers la fin de la cytodiérèse, juste avant la séparation complète des cellules en division. La structure a été décrite pour la première fois par Walther Flemming en 1891. La partie centrale d'un corps central porte le nom de Flemming et s'appelle l'organisme de Flemming, ou le corps de Flemming. 

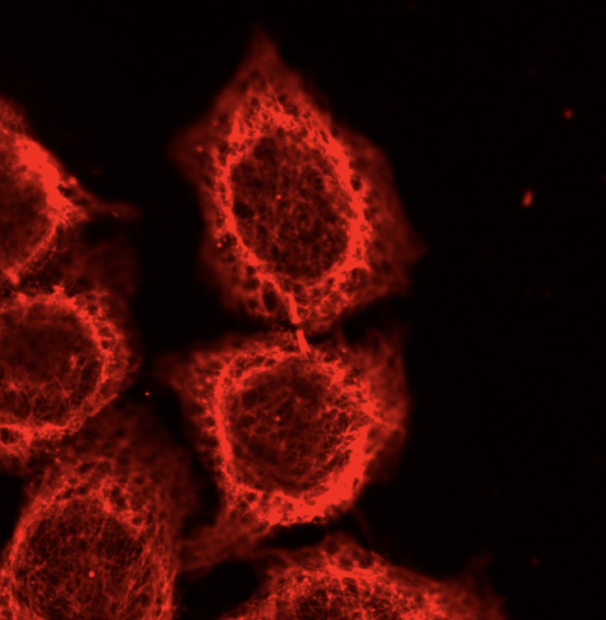
Corps médian à l’étape intermédiaire coloré à la tubuline

La structure centrale contient des faisceaux de microtubules dérivés du fuseau mitotique qui se compactent au cours des dernières étapes de la division cellulaire. Il a un diamètre typique de 1 micromètre et une longueur de 3 à 5 micromètres. Outre les microtubules, il contient également diverses protéines impliquées dans la cytodiérèse, la division cellulaire asymétrique et la ségrégation chromosomique. Le corps central est important pour réaliser complètement les dernières étapes de la cytodiérèse, lors d'un processus appelé abscission, bien que son rôle exact dans ce processus ne soit pas clair.